# 四不一沒有
四不一沒有是第10任中華民國總統陳水扁在2000年5月20日的就職典禮上發表的政治宣示，其主要內容為“只要中共無意對台動武，本人保證在任期之內，不會宣佈獨立，不會更改國號，不會推動兩國論入憲，不會推動改變現狀的統獨議題公投，也沒有廢除國統綱領與國統會的問題”。这是陈水扁政府針對台灣海峽兩岸關係的重要言論，亦曾是陳水扁代表當時作為執政黨的民主進步黨對中華人民共和國政府就兩岸立場的明確表態。

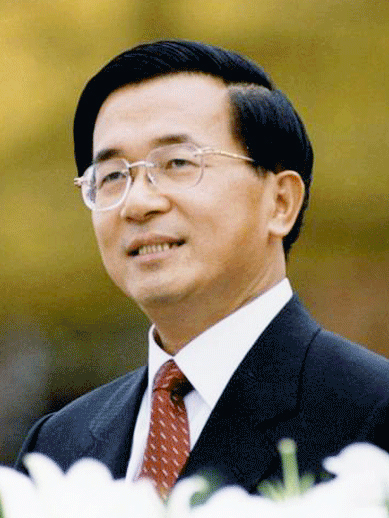
陳水扁總統發表就職演說

## 具体内容
- 基本前提

「中共無意對台動武」
- 「四不」是指：
  1. 不宣佈獨立
  2. 不更改國號
  3. 不推動兩國論入憲
  4. 不推動改變現狀的統獨公投
- 「一沒有」是指
  1. 沒有廢除國統綱領與國統會的問題

2000年5月20日，陳水扁在中華民國第十任總統就職演說中宣示四不一沒有：
|  | 只要中共無意對台動武，本人保證在任期之內，不會宣佈獨立，不會更改國號，不會推動兩國論入憲，不會推動改變現狀的統獨公投，也沒有廢除國統綱領與國統會的問題。 |

2000年5月20日，中共中央臺灣工作辦公室、國務院臺灣事務辦公室發表聲明回應四不一沒有：
|  | 今天，台湾当局新领导人（陳水扁）发表讲话，其中宣布了对两岸关系的有关政策。这篇讲话提到了不会宣布台独，不会推动两国论入宪，不会推动统独公投，没有废除国统纲领与国统会的问题；但在“接受一个中国原则”这个关键问题上，采取了回避、模糊的态度。显然，他的“善意和解”是缺乏诚意的。一个中国原则是两岸关系和平稳定发展的基础。台湾当局新领导人既然表示不搞台独，就不应当附加任何条件；就更不应当否认一个中国、台湾是中国一部分的现实，把一个中国说成是“未来”的。是否接受一个中国原则，是检验台湾当局领导人是维护国家主权与领土完整、还是继续顽固推行台独分裂政策的试金石。…… 一個中國原則，見之於台灣當局多年來的有關規定和政策文件，不是我們單方面強加給台灣的。 |

2000年6月20日，陳水扁在就任總統後第一次國際記者會表示：「如果有『共識』，應該是『一個中國各自口頭表述』，但是對岸認為並沒有這樣的共識；所以如果說要有『共識』，那是『沒有共識的共識』，所謂『AGREE TO DISAGREE』。」2001年11月10日，陳水扁接受臺灣電視公司政論節目《主流論壇》專訪，對主持人兼製作人廖筱君說：「根本沒有兩岸九二共識……所謂『沒有共識的共識』，就是沒有共識。」
2003年7月4日，陳水扁在《每日新聞》的專訪中說，他不會改變他就任總統時所提出的四不一沒有，他不會用公投來決定統獨，未來也不存在以公投來決定統獨的狀況。2003年12月15日，陳水扁在《金融時報》的專訪中說，如果中國人民解放軍對台灣試射導彈，四不一沒有的承諾將不再有效。

2005年2月24日，陳水扁與親民黨主席宋楚瑜於台北賓館召開「扁宋會」，會後簽署〈十點聯合聲明〉，其中第一至三點等於再次宣示四不一沒有：
|  | 1. 依照《中華民國憲法》所揭櫫的國家定位，即為兩岸目前在事實與法理上的現狀，此一中華民國主權現狀必須受到兩岸與國際社會的承認與尊重。 2. 現階段兩岸關係的最高原則應為「遵守憲法」、「維持現狀」、「共創和平」。在兩岸和平的前提下，陳總統承諾，在其任期之內，不會宣佈獨立、不會更改國號、不會推動兩國論入憲、不會推動改變現狀的統獨公投，也沒有廢除國統綱領與國統會的問題。宋主席對此表示同意與支持。 3. 為提升國家整體的競爭力與政府的管理效能，有必要凝聚朝野共識進行憲政改革。陳總統及宋主席共同承諾，憲政改革的推動不涉及國家主權、領土及台海現狀的改變，並依憲法所規定的程序進行修改。 |

2005年3月1日，陳水扁與歐洲議會議員進行視訊會議時表示：「我必須要坦誠，我不能夠騙自己，我也不能夠騙別人。我做不到，我就是做不到。在我的任期之內，要把我叫的國號改為台灣共和國，我做不到。我也相信，李登輝前總統在他的12年總統任期內，他也沒有做到；縱使今天總統給他做，他也做不到。」

## 對兩岸與美國之意義
- 「四不一沒有」也强烈牵涉到美台關係。陈水扁總統任內多次向美国政府保證「四不一沒有」的政策沒有改變，美國方面則表示「赞赏陈的保证，并且会严肃地对待它」（appreciates Chen's pledge and takes it very seriously）[7]。

1999年12月17日上午，陳水扁出席由民主進步黨中央常務委員蔡同榮出面邀約的「台灣人大團結，堅持支持陳水扁」記者會，他致詞時說，台灣主權獨立，台灣絕不是另一個國家的一部分；事實上，今天參與2000年中華民國總統選舉的候選人，不論他們未來的主張或現在的定位為何，他們參選總統本身的意義就是已經確立台灣這塊土地的主權獨立。
2003年9月29日，針對陳水扁在民主進步黨17周年黨慶大會提出「2006年催生台灣新憲法」一事，美國國務院發言人包潤石提醒陳水扁，不要忘記他自己承諾的四不一沒有；同月30日，中華民國總統府公共事務室主任黃志芳回應，陳水扁是以負責任的方式提出對國家憲政架構的發展構想，此構想「不涉及統獨議題，也不會影響對四不一沒有的承諾」。
2004年11月29日，包潤石在美國國務院例行記者會說，美國非常認真地看待四不一沒有，陳水扁必須清楚說明「公投複決台灣新憲法」有沒有違背四不一沒有。包潤石說：「我們反對任何改變台灣現狀、或是走向獨立的公投。陳水扁總統在2000年就職演說曾經承諾，2004年的就職演說也再度承諾過，他不會宣佈獨立，不會更改國號，兩國論不會入憲，不會推動改變現狀的統獨公投。我們讚賞陳總統的承諾和後來的再次確認，我們很認真看待那些重申和承諾，特別是它可以適用在新憲公投上。」「美國一向主張、也不斷重申，兩岸對話對台海區域的和平與穩定至為重要。因此，我們不斷地敦促中華人民共和國與台灣要對話，我們相信這樣的努力應該繼續下去，我們不支持台灣獨立。」
2006年6月8日，美國國務院發布聲明表示，美國樂於見到陳水扁再次向美國保證四不，「美國對於這些保證給予重視，因為上述承諾是台海兩岸和平與穩定的基石。（The United States attaches profound importance to these pledges, which are a cornerstone of cross-Strait peace and stability.）」
2007年，李敖評：「『四不一沒有』是絕對剛性的宣示與保證，它保證了一中架構與國家統一。」
2012年8月14日，前總統府國策顧問許文彬評：「台湾2000年首次政党轮替，陈水扁就职演说抛出『四不一没有』的两岸政策；大陆立即发表声明回应，宣称：『一个中国原则，见之于台湾当局多年来的有关规定和政策文件，不是我们单方面强加给台湾的。』我理解，这说明：台湾方面在既有架构上的『一个中国各自表述』，大陆方面『虽不满意，勉可接受』。由此可见：九二共识就是两岸的最大公约数。」
2023年2月10日，國立東華大學民族事務暨發展學系教授施正鋒表示，陳水扁相當務實，不論是台獨黨綱或《台灣前途決議文》，適時對台獨及公投提出條件式的修正；四不一沒有如出一轍，蔡英文東施效顰。

## 任內終止國統綱領
2006年1月29日，陳水扁宣布終止《国家统一纲领》，以回應中華人民共和國第十屆全國人民代表大會第三次會議於2005年3月14日通過的《反分裂國家法》。此舉引發了美國、中國大陸、台灣各方不同的評論。
2006年2月27日下午，陳水扁召开国家安全会议，陈水扁在会议结束后宣布「终止国家统一委员会运作，终止《国家统一纲领》适用」，但並沒有再次重申「四不」政策，僅強調目前仍維持台海現狀。隨後，美國政府一位熟悉台海事務但不願透露姓名的官員在接受《中國時報》專訪時重申美國的台海政策，强调：「美国的政策是保持台海现状，反对任何一方片面改变现状。美国的政策是一种承诺，坚如磐石。这是小布希总统一再宣示的政策，今后会继续宣示，我们的政策不会改变。」
2006年3月3日，陳水扁在《讀賣新聞》的專訪中說，四不一沒有的承諾不再有效，因為當時宣誓四不一沒有的基礎已經不在；他說，所謂的「基礎」就是中國大陸不會對台灣使用軍事武力，但是中國大陸瞄準台灣的飛彈在過去六年來已經從200枚增加到784枚，中國大陸侵略台灣的意圖昭然若揭。
2006年4月27日，陳水扁在《產經新聞》的專訪中說，美國、日本與台灣有共同的自由民主價值觀，中國（大陸）民主化是兩岸統一的前提；如果中共不實踐自由民主，兩岸絕對不可能統一。

2007年5月29日，陳水扁在總統府與美國全國記者俱樂部進行視訊會議時致詞，內容提到：
|  | 對於未來的新總統，不管是朝野政黨的哪一位當選，我們也確信台美關係非常的重要。這也是每一位的總統候選人必須要花很多的時間，好好地來耕耘、好好地建立彼此的互信。縱使未來沒有所謂的「四不一沒有」，但是可能會有新的「四不」也不一定；也許文字的表達不會完全一樣，但是在某些精神、某些內涵，任何一個台灣的國家領導人都是跑不掉的，這是作為總統的責任、義務與使命。 |

## 破局原因
- 中華民國政府认为：中共對「四不一沒有」的回應是不理會陳水扁、而繼續打壓台灣的國際空間，這是造成陳水扁政府及其領導的民進黨走向「激進去中國化」及推行台獨政策的原因之一。
- 中华人民共和国方面认为：中共对台动武的条件正是四不一没有的失败，即：只可能四不一没有失败在先，才有对台有动武之意向；而对台动武之意向，正是四不一没有失败的唯一条件。即使陈水扁食言四不一没有的借口（即大陆打压台湾的国际空间）为真，也并不满足四不一没有失败的条件，因为打压台湾国际空间并不等于对台有动武意向。所以陈水扁食言四不一没有，是单方面的食言。[20]

2003年10月1日，中華民國副總統呂秀蓮說，四不一沒有的前提是「中共無意對台動武」，「三年多來，北京當局變本加厲，以各種文攻武嚇強化對台威脅。（美國）華府當局在責怪台灣之前，應該先責怪北京政府，是北京當局先破壞陳總統四不一沒有的前提」，「在北京沒有宣布放棄武力犯台之前，國人同胞和媒體不要再強調四不一沒有，自我繳械，這樣會混淆國際視聽。所有錯誤和責任應該由北京當局來承擔。」
2003年10月2日，中華民國總統府秘書長邱義仁呼籲，美國政府不能只要求台灣片面遵守四不一沒有，中共的飛彈愈買愈多，中共此舉顯然不符合四不一沒有的前提。
2004年5月11日，中華民國總統府資政辜寬敏在TVBS的專訪中說，陳水扁絕對不可以再提四不一沒有：「四個不、一個沒有，你看那內容，沒有一件事是總統權限。四個不、一個沒有，完全違反國家尊嚴，國格也沒了。總統演說會不會換方式再提四不一沒有，我不曉得；但總之，我堅持我的意見，絕對不可以（再提四不一沒有）。今天我這樣講（四不一沒有）、但我心底不是這樣想，3個月以後我再改變，這個是最不好的政治手段。」
2004年5月14日，陳水扁就讀國立臺灣大學法律學系時期的恩師李鴻禧正式接任凱達格蘭學校校長，他宣稱：2000年陳水扁首次就任總統時，有不得已的理由而提出四不一沒有，當時是以中國不武力威嚇台灣為前提，結果卻是飛彈愈來愈多，所以四不一沒有的條件已不存在，他期待陳水扁總統就職演說不要再提四不一沒有；他也說，他聽到陳水扁說，就職演說稿會有新的創意，「大概4年後，陳總統不會再強調四不一沒有。」
2005年3月3日，李鸿禧在凱達格蘭學校「國家領導與發展策略班」說明會結束後表示，陳水扁所說的「我做不到，我就是做不到」並非自願說自己在總統任内无法推动正名制宪，正名制宪是陳水扁的一贯主张，并没有「变来变去」或「骗选票」的情形，但是2004年中華民國立法委員選舉结果显示泛綠没有过半，所以必须顺从民意、把正名制宪收起来，「難道要戒嚴或制定臨時條款硬幹嗎？」李鴻禧同時強調，陳水扁並非政客：「阿扁沒有能力和意願背叛台灣。除了台灣，阿扁還有什麼路可以走？」李鴻禧也說，扁宋會〈十點聯合聲明〉並不代表陳水扁不願推動正名制憲，而是基於2004年立法委員選舉後的情勢所做的調整，其實是說給美國聽的。
2007年12月11日，美國在台協會主席薄瑞光表示，2008年臺灣入聯公民投票就是在製造麻煩，美國認為，入聯公投表面上看似不違背四不一沒有，但已經以「走後門」方式違背四不一沒有，例如：陳水扁一直強調入聯公投就是拒絕兩岸統一，這樣的詮釋已經超越公投本身的內容；陳水扁認為入聯公投過關可以讓美國了解一個中國政策的「錯誤」，但實際情況並非如此。
2009年1月，民進黨前立法委員林濁水在其著作《歷史劇場：痛苦執政八年》中表示：“陳水扁總統喊一邊一國的原因是：他擔任總統以來向中國做出許多讓步，但中國以惡意回應。不過，‘一邊一國論’其實讓中國面對現實，替台灣爭取一定的談判空間。如果能利用此機會來談三通，可以談出對台灣比較有利的結果；可惜陳水扁政府沒有把握這次機會。如果當初有抓住談判的機會，在馬（英九）政府與中國談判到喪權辱國時，可以更大聲地批評馬政府：同樣的開放政策，民進黨談出來的就是好很多。”
2009年4月5日，陳水扁辦公室公開陳水扁新書《關不住的聲音》部分內容，陳水扁在書中寫給李登輝的信中抱怨：2004年12月24日，為了泛綠立委席次未過半，李登輝要他考慮跟宋楚瑜合作，包括釋出行政院副院長等內閣閣員；2005年扁宋會簽了「不痛不癢的十點協議」，他卻被李登輝痛罵，令他「有受騙的感覺」。
2009年10月，美国科学家联盟前主席傑羅米·史東（Jeremy J. Stone）在其新書《觸媒外交：俄羅斯、中國、北韓及伊朗》（Catalytic Diplomacy: Russia, China, North Korea, and Iran）的第二篇〈中美之间的台湾战争〉中描述當年他推動兩岸和談的過程。依該書說法，陳水扁首次參選總統時即已與史東見面，史東表示願居間協調兩岸領導人在九二共識的基礎上以一個中國原則進行會談，陳水扁欣然同意，不料此構想遭到民進黨內台獨分子激烈反對；陳水扁迫於黨內壓力，放棄一個中國原則，於2002年提出一邊一國。史東急赴中國大陸，修改遊說路線，改提以民主進程，「視台灣為主權實體」，必要時將兩岸談判議題公開以訴諸台灣民意；陳水扁政府派密使赴華府會晤史東，要求史東支持；史東再赴台灣向陳水扁政府「曉以大義」，然而陳水扁政府已揚棄一個中國原則。2004至2005年間，史東接獲在台消息人士指出2004年8月13日《台北時報》刊登社論〈台灣需要核武遏阻威脅〉，他遂得知陳水扁秘密成立一個高層級的委員會研究發展核武；史東向白宮示警，認為台灣已違反《反核武擴散條約》，並來台蒐集資料證實傳言為真，向美國國家安全會議遞交備忘錄。在美方壓力下，陳水扁政府假裝放棄核武研究；陳水扁對史東相當惱怒，自此不再見他。史東在該書「兩岸篇」的後記寫道，他始終認為陳水扁是一個「非常聰明、勤奮及充滿勇氣」的人，也相信陳水扁是真心希望突破兩岸僵局、開創和平契機，只是受黨內同志阻礙而不得實現。
2011年5月23日，政治評論家南方朔在《自由時報》的專訪中說：「我曾經去過北京，我認為北京對台灣長期以來只聽國民黨片面的說詞。北京所認識的台灣，是國民黨大官小官告訴他們的。阿扁上台時提出四不一沒有，這是下了很大決心咬牙講出來的。如果我是北京，我對阿扁善意回應，阿扁的第二任恐怕就不會這麼艱苦。可是北京對阿扁『聽其言、觀其行』，與國民黨聯手欺侮阿扁，八年都不理他。阿扁是被逼瘋的。所以我告訴北京：對台灣的問題，必須要有自己的判斷，不要一天到晚聽國民黨的，國民黨給的是錯誤訊息。」但2007年12月27日，李登輝在《中時電子報》的專訪中說：「2004年，我為了台灣的本土政權，才和他（陳水扁）手牽手守護台灣；但後來，感覺到很多跟他說的話都不一樣了！特別是宋楚瑜的案件（扁宋會簽署十點聯合聲明，陳水扁承諾堅守四不一沒有），讓我驚嚇到都不敢跟他說話。沒想到，最後變成阿扁和宋楚瑜談去大陸，奇怪咧！我叫他去抓鬼，結果（他）被鬼抓去。阿扁後來還在三立（新聞台）說明得很好聽，說他怎樣怎樣——不要說了，我聽都不要聽，以後我就不相信他。」
2014年12月24日，美國夏威夷大學教授夏威廉（Bill Sharp）說，民進黨需要在發展和擁抱一個更現實的中國政策方面走得更遠。他指出，2014年初民進黨的《對中政策檢討紀要》是承認與中國發展積極關係重要性邁出的第一步，但這份文件同樣強調保持台灣的主權性；民進黨拒絕九二共識，令北京當局感到煩惱，也阻礙民進黨與中共互動。他認為，像國民黨那樣維持現狀、又不失將來兩岸統一的“可能性”，民進黨必須說服台灣選民維持現狀的必要性、同時不失台灣獨立的前景，那麼做的話，民進黨政府將更能被北京和華府所接受；但考慮到民進黨的派系鬥爭，民進黨要做到這一點極其困難：陳水扁當年執政之初也試圖與北京接觸，不倡導台灣獨立，但受到深綠一翼的威脅而改變初衷。
2015年3月12日，親民黨副秘書長劉文雄在民視新聞台政論節目《大家講看嘜》說，許多人把台獨當成目標，政治人物卻只把台獨當成奪權的手段，「阿扁在擔任總統8年期間敢提台獨嗎？大家的眼睛要放亮一點去看」。
2016年1月4日，黨外運動雜誌《南方雜誌》創辦人呂昱（本名呂建興，自覺運動人物）說，台灣獨立在政治現實上是做不到的，台獨黨綱主要是民進黨用來對抗國民黨的，當時的民進黨壓根沒有想到自己會有執政的一天；陳水扁上任總統時曾經提出四不一沒有，其實當時是有意檢討台獨黨綱，但是當時民進黨處理兩岸關係時處理得並不好，後來陳水扁甚至遭到中國大陸抵制，處理台獨黨綱的事也就無疾而終。
2021年9月12日，陳水扁主持的微微笑廣播網節目《有夢上水》專訪呂秀蓮。陳水扁問為何呂秀蓮在書中寫「2000年520就職前夕，是美國透過當時美國在台協會理事主席卜睿哲要求阿扁講四不一沒有」，呂秀蓮答稱她印象中是陳水扁對她說的，陳水扁反駁「我沒這樣說」，呂秀蓮回應「你說『沒有』，沒關係；若不是你記錯，就是我記錯」。陳水扁正色說，2000年他就職總統前夕，他向美國在台協會台北辦事處處長包道格告知當選總統以前就發表過三不，4月13日增加一不，然後李登輝要求他補充不廢除國統綱領，因此他發表四不一沒有，「這說法和卜睿哲、美國無關」。

## 批評與爭議
2001年2月23日，國立中山大學教授、前建國黨決策委員陳茂雄說：「目前與戒嚴時期最大的區別就是，台獨可以公開談；然而最不幸的是，支持台獨的人卻是越來越少。台獨運動人士乃將這個責任推給民進黨、尤其是陳水扁：就是他們不推動台獨，台獨才會沒落。這是台獨運動者的傳統：遇到挫折，就檢討別人，很少檢討自己；這也是台獨運動不會進步的主要因素。大家都在罵陳水扁不推動台獨，但不先想想陳水扁為什麼要推動台獨。……陳水扁不支持台獨，是因為支持台獨的民眾不多。若台灣的選民超過七成支持台獨，不要說陳水扁，就連宋楚瑜也要走台獨路線；可是支持台獨的人越來越少，這是台獨運動人士該檢討的地方。……因為台獨運動的方法不佳，所以支持台獨的人越來越少。以少數人所認同的『台灣國』去否定多數人所支持的『中華民國』，是不會被接受的。台獨運動人士若不調整方法，有朝一日絕大多數的台灣人認同中華人民共和國，台獨運動人士也只有乾瞪眼的份。所以台獨運動當務之急是如何拉住群眾。」
2005年3月1日，民進黨仲裁委員會主任委員陳繼盛在民進黨中常會抨擊，「阿扁以前講『正名制憲』，現在自己翻案，這就是『騙』」、「我是制憲委員會成員之一，阿扁不做，我們自己做」。
2006年5月10日，美國副國務卿罗伯特·佐利克在美國眾議院國際關係委員會有關中國崛起的聽證會中說，美國政府希望支持台灣，但不鼓勵那些試圖推動台灣邁向獨立的人，「因為，恕我直言：獨立意味戰爭，那意味著美國陸海空軍軍人及陸戰隊員要捲入戰爭。（Because let me be very clear: Independence means war. And that means American soldiers, sailors, airmen and marines.）」佐立克也說，四不一沒有是以中國不動武為前提，但是「中國（至今）並沒有對台動武」；如果台灣不斷挑戰美國的一個中國政策，「我認為台灣是一直在撞牆。（I think it's going to keep hitting into a wall.）」
2006年5月25日，史汀生中心東亞研究室主任容安瀾（Alan Romberg）說，他不認為美國政府對陳水扁過境所作的相關決定是為了討好中國領導人胡錦濤或是屈服於中國的壓力；他認為，最近美方所作的相關決定，是因為美方認為陳水扁政府自2006年1月以來的一些動作已違背四不一沒有及修憲不碰觸敏感議題的承諾，如果陳水扁政府繼續下去將會傷害美國利益；儘管美國支持民主，但基於自身的國家利益，美國未必全盤支持台灣在民主原則下所產出的各項政策，美國最終還是會依據國家利益作出相應的反應與判斷；如果台灣的修憲觸及主權、統獨等敏感議題，將觸使台海危機發生的可能性大增，中國與美國將不可避免地作出強烈反應追究引起危機者的責任。
2006年7月14日，中山醫學大學教授戴正德說：「阿扁上任的第一天就註定了他的失敗：所謂的四不一沒有及堅持中間路線的思維，確定了六年後的混亂、抗爭與脫序。」
2007年3月24日，台灣社與三立電視主辦2007年民主進步黨總統提名選舉電視辯論會《向人民報告：2008民進黨總統參選人辯論會》，謝長廷、游錫堃與蘇貞昌均在陳水扁面前表示不贊同四不一沒有。2007年3月26日，辜寬敏批評，陳水扁不應提出四不一沒有。2009年9月13日，搶救台灣行動聯盟在高雄女中舉行「台灣建國路：咱的台灣、咱的夢」巡迴座談會高雄場，辜寬敏在會中批評，陳水扁總統任內只有「享受當國家元首」而已，很多事情沒有做，讓他感到遺憾；尤其陳水扁總統任內最大的錯誤就是宣示四不一沒有，他希望未來的民進黨籍總統絕不能再宣示四不一沒有。
2007年3月26日，百萬人民倒扁運動總部發言人張富忠說：「李登輝說了一百多次不搞台獨，馬英九說了二百多次不選台北市長，陳水扁則是上任第一天即向全世界、向美國、向中國表態四不一沒有；他們爾後的言行，是有關『欺騙』的最佳詮釋。」
2008年6月12日，淡江大學國際學院日本研究所教授許慶雄批評：「宣布獨立除了發表獨立宣言外，更重要的是宣布之後必須每一分每一秒持續表明獨立建國意志。雖然李登輝及陳水扁曾宣布過『台灣是國家』，但並沒有持續堅持下去，甚至立刻又自己否認且提出『不會宣布獨立』（如四不一沒有）主張，以『非國家』身分『聲明自己不是國家』，以同香港的經濟體身分加入世界貿易組織（WTO）及亞太經合會（APEC），如此則當然沒有國際法上宣布獨立的效果。」
2008年8月21日，林濁水批評陳水扁：「民進黨在1991年開始推動台獨，當時整個社會的支持度很低，這時台獨最需要扁一齊努力推動。但他一直扮演扯後腿角色，所有主權獨立的決議文他都要修改。直到1999年，（他）還和沈富雄、游錫堃帶頭修改台獨黨綱；當選總統後，更『一不做、二不休』宣布四不一沒有、未來一中、兩岸統合，完全架空台獨。」
2008年9月25日，林濁水批評陳水扁：「目前許多獨派人士可笑地認定，愛台就要挺扁；但直到2004年，他一再扯台獨運動後腿。認同本土？創辦律師事務所名『華夏』，正是他價值世界的告白。」
2009年2月12日，林濁水說，陳水扁身為一個台獨黨的總統，卻提出四不一沒有，等於放棄台獨，嚴重傷害台獨支持者；後來陳水扁又宣布台獨，大搞烽火外交，變成激進台獨，傷害台灣的國際外交；所以對台獨來說，陳水扁是一個大罪人。  
2009年2月19日，林濁水批評陳水扁：「2000年一上台就宣布四不一沒有，把民進黨的台獨理想釘上十字架；烽火外交、冒進台獨路線把台灣國際友人得罪光了，把台灣前途釘上十字架。」2009年2月26日，林濁水再批陳水扁：「陳水扁宣布四不一沒有，放棄了台獨做為政治的終極目標，甚至認為台獨『做不到就是做不到』，卻留在『台獨黨』民進黨中，還宣布四不一沒有或逆向鼓動台獨冒進主義，烽火外交破壞台灣的國際外交，大大傷害台灣台獨運動，才是應受批判的。」
2009年10月16日，陳茂雄說：「深綠人士有一個特點：任何人只要提台獨的主張就會受到群眾的支持，即使他昨日還積極反台獨；因而，即使陳前總統以前宣示與台獨對立的四不一沒有，他今日提出台獨的主張一樣受到深綠人士的擁戴，形成陳前總統綁架台獨、而台獨再綁架民進黨，帶給民進黨相當大的困擾。」
2010年11月28日，中國評論通訊社台北會議室舉辦「民進黨有否可能走向不獨的方向」論壇，林濁水說，「激進台獨」與「不獨」都不是穩健路線，陳水扁宣布「四不一沒有」就是一次慘痛的「不獨」經驗，反而逼自己走向極獨；因此，如果民進黨貿然走向「不獨」路線，民進黨重蹈陳水扁覆轍的機率很高。
2012年1月17日，林濁水批評陳水扁：「陳水扁做為精明善變的政客，基本上是台獨虛無主義者：在他和宋楚瑜合作尋求北京關係時，痛批李登輝並怒斥『台獨做不到就是做不到』時，已充分說明他是台獨失敗主義者或是台獨虛無主義者了。」
2012年3月28日，陳水扁說：「2000年520就職演說有關『四不一沒有』的承諾，是我親自執筆，並沒有人要我這麼說。美方既沒有下指導棋，薄瑞光也沒有出面溝通。薄瑞光是有來探聽就職演說內容；但我都沒透露任何訊息，只笑說『不會有問題的，可以放心』。『四不一沒有』是後來媒體的加註。其實我早在2000年選前的1月30日就發表所謂『陳七項』的兩岸政策，『台灣已是主權獨立的國家，沒有宣告獨立或變更國號的問題，也沒有兩國論入憲的問題。』更在當選後就職前的4月13日，和美國參眾兩院國會議員進行國際視訊會議時，重申：在主政期間，台灣不會將『特殊的國與國關係』入憲，不會舉行統獨公投，不會變更國號；除非中共對台動武、侵犯台灣，否則台灣不會宣布獨立。」
2013年5月22日，前陳水扁辦公室主任陳淞山說：「就個人曾在阿扁擔任立委身邊三年半助理的經驗與貼身觀察，阿扁從來就不是狂熱的台獨人士，他是『務實開放派』的務實台獨論者。在他心中是『防衛性台獨』而不是『攻擊性台獨』主張者。從1988年『四一七決議文』的『四個如果』、1990年的『事實主權』、1991年的『住民自決公投黨綱』，都是阿扁務實路線的政治傑作；從此民進黨才真正確立了『務實台獨』的路線發展，往後才會有九八年中國政策研討會以『強本西進』取代『戒急用忍』政策的共識，以及九九年全代會通過的『台灣前途決議文』，民進黨終於逐漸獲得人民的認同，在兩千年總統大選中贏得勝利取得執政。這也就是阿扁前總統上台執政後會陸續提出『四不一沒有』、『未來一個中國』、『政治統合論』、『兩岸和平穩定架構』等務實且積極開放的兩岸政策路線的根本原因所在，因為他深知：民進黨要取得執政，就必須處理好兩岸關係；要能夠長期執政，就必須讓台灣民眾都能認同與信賴民進黨的兩岸事務處理能力。這是阿扁『新中間路線』的政治思維核心與大陸政策基本想法。……直到執政後期，扁家國務機要費案纏身、陷入貪瀆政治風暴後，阿扁才從此改變立場、往激進台獨路線靠攏。外界常以『工具性台獨』論者來為阿扁的中國政策主張定性、定調，其實與事實情況相距不遠。」
2013年5月23日，林濁水批評陳水扁：「（陳水）扁的『中共不武，則台灣四不一沒有』，和馬（英九）的『不武不獨』不一樣嗎？『未來一個中國』、『政治統合』，和馬的『終極統一』有什麼不同？這一個『真正的』扁算台獨嗎？……四不的不台獨或冒進的工具性台獨，都是台獨災難。結果扁8年執政，不只4年台獨支持大幅下降，美國也緊縮台獨空間，連最友台的阿米塔吉都氣得說『台灣是中國一部分』，台獨因他執政處境空前惡劣。這樣一個台獨大罪人竟被尊為台獨教父，令人冷汗直流。」
2013年8月23日，辜寬敏說，陳水扁總統任內在兩岸政策從頭到尾不一貫，陳水扁就任總統第一天就說四不一沒有，完全把政策放棄了。
2013年11月21日，《美麗島電子報》副董事長吳子嘉說，陳水扁為了參選2000年總統選舉而提出〈台灣前途決議文〉，一方面算是接受中華民國，另一方面則是修正台獨黨綱；而陳水扁當選總統後提出的四不一沒有，更可視為完全放棄台獨黨綱，「儘管如此，當年陳水扁仍選擇保留台獨黨綱，並未予以修正或廢止。直到扁政府爆發貪瀆弊案後，為求黨內領導的穩定性，才不得不重新擁抱起台獨黨綱，鬧得國不安寧、天下大亂；惹惱美國總統小布希，甚至連『son of bitch』都罵出口，使得民進黨從此被烙印下『反覆無信』的負面標記，美國、中國政府迄今仍是餘悸猶存。」
2014年7月10日，民進黨前立法委員陳昭南說，陳水扁是人格分裂者，陳水扁只是要利益；陳水扁不贊成他提出的廢除台獨黨綱案，卻提出四不一沒有；陳水扁既然提出四不一沒有，就應該贊成廢除台獨黨綱；民進黨不嚴肅面對台獨黨綱問題，會人格分裂。
2014年8月27日，《新台灣新聞週刊》發行人「老包」詹錫奎說，陳水扁與邱義仁搞出「不倫不類的『扁宋十點共識簽署』案」，「堂堂國家元首竟與自己國家的小黨主席簽『條約』，煞有介事，好像在與外國元首簽備忘錄；事後我去向扁質疑他踐踏國家名位，他只好坦承是邱『同意』他做的」。
2015年1月22日，林濁水說，2000年陳水扁認為必須走「新中間路線」向「社會主流」靠攏，當選總統後宣布四不一沒有，並想接受九二共識、召開國統會，他就以日本社會黨的例子勸陳水扁重新考慮，他說「過去當民進黨是穩健台獨黨時，激進的建國黨、新國家連線都成不了氣候；可是，如果支持台獨民眾認為民進黨不再是台獨黨時，這些人將沒有選擇的餘地，恐怕只好把支持從民進黨身上轉移到激進台獨黨上面」，當時陳水扁完全聽不下去；後來台灣團結聯盟果然崛起，令陳水扁芒刺在背。
2015年3月1日，中國文化大學教授龐建國說：「當陳水扁脫口說出更改國號『做不到就是做不到』的時候，台灣獨立的主張已經在『中華民國』的國號之前止步。無論台灣人認同如何增長、終極獨立的意願如何強烈，『制憲正名』的可能性已經一去不返；未來不管誰當家主政，沒有人敢再挑戰『中華民國』的國號。」
2015年4月4日，國立政治大學預測市場研究中心執行長洪耀南評：「民進黨總統當選人，需要基於既有政治現實與基礎，概括承受前朝政府的包袱，如2000年陳水扁當選提出四不一沒有。當選人需要務實下執政，採取政府對政府的談判，接受國會監督，讓兩岸政策決策透明化，或許與黨的目標會產生落差，這是可以被接受的。」
2015年6月5日，前行政院大陸委員會第一副主任委員林中斌說，2000年陳水扁就任總統，發表四不一沒有，「安北京和華府的心」，但被民進黨大老私下詬病；但八掌溪事件後，「阿扁治理能力令人失望，民調急速下滑；他為自救，開始移向深綠，一去不返」。
2016年10月9日，林濁水說，陳水扁「先要廢除台獨黨綱，廢不成乾脆自己宣布四不一沒有」，這樣的人出席中華民國國慶大會沒有什麼不對勁，「只要將來『台灣國國慶』不要參加就好了」。